# باري وايلد
باري وايلد (بالإنجليزية: Barry Wilde)‏ هو سياسي أسترالي، ولد في 3 سبتمبر 1928 في أستراليا، وتوفي في 18 يناير 2018 في سيدني في أستراليا. حزبياً، نشط في حزب العمال الأسترالي. وقد انتخب عضو الجمعية التشريعية نيو ساوث ويلز عن دائرة Electoral district of Parramatta ‏ (1 مايو 1976 – 22 فبراير 1988).